# 石桥 (圣彼得堡)
石桥 (俄语：Каменный мост) 是俄罗斯圣彼得堡格里博耶多夫运河上的一座拱桥，建于1774–1778年, 是圣彼得堡最早的石砌桥梁之一，因而得名。豌豆街经过此桥，连接喀山岛和斯帕斯基岛。

## 历史

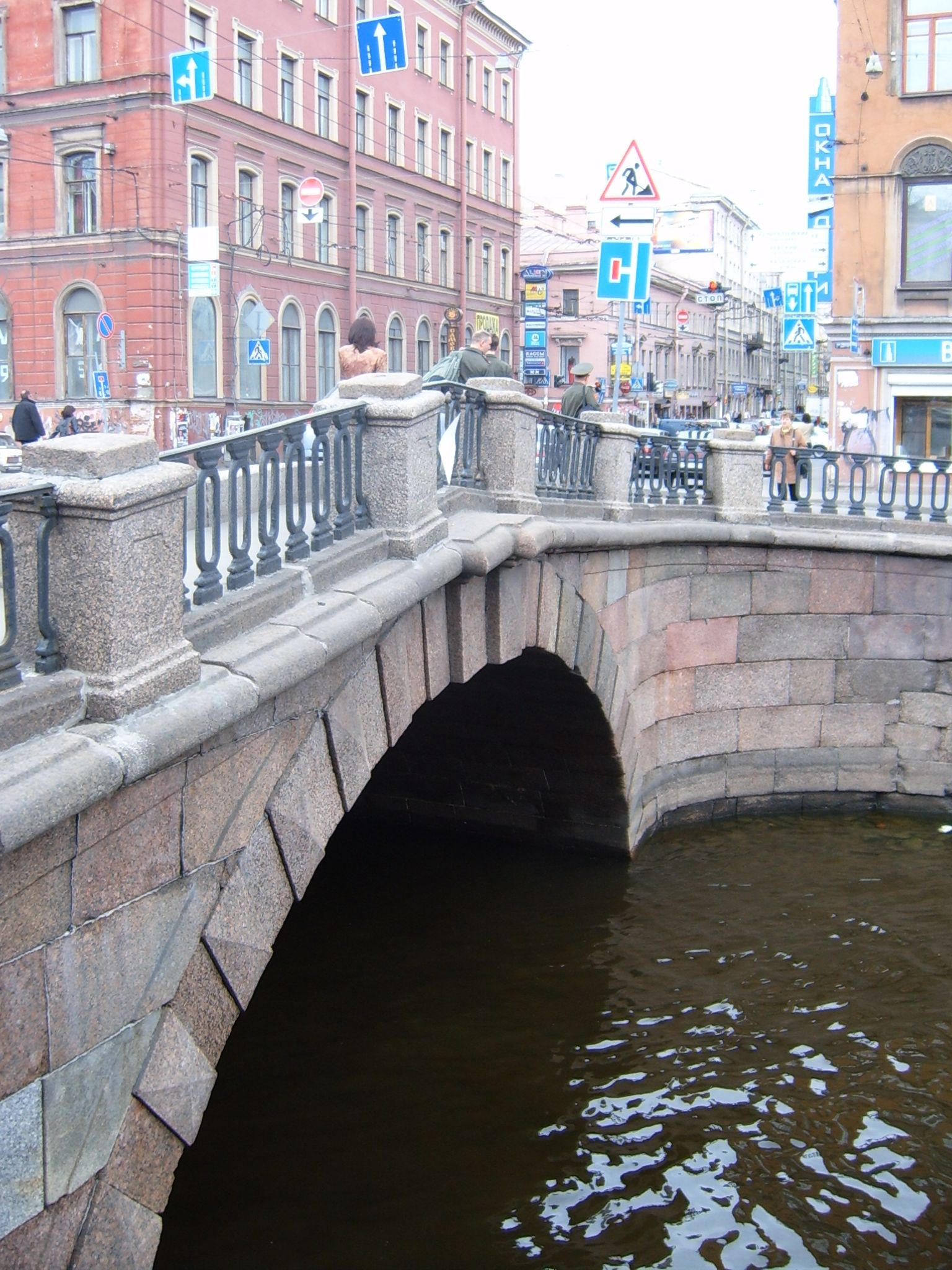

此处原有木桥，建于1752年。现在的石桥建于1774–1778年，工程师纳齐莫夫设计了这个项目。这是圣彼得堡最早用石头建造的桥梁之一。桥拱用花岗岩建造。与许多其他桥梁不同，这座桥没有进行过重建，仍然保持18世纪的原貌。
桥拱中度陡峭。在圣彼得堡出现的第一批公共汽车在过桥时遇到问题。当公共汽车满载时，司机会要求乘客下车步行过桥，而空车则会直接过桥。
1880年夏天，民意党组织成员在桥下安放矽藻土炸藥，意图在载着皇帝亚历山大二世的马车过桥时将它引爆。然而，这个行动并未实施，因为阴谋者还不能确定约115公斤炸药是否能够炸塌桥梁。1881年春天，亚历山大遇刺后，在十四人审判期间，从河底挖上来隐藏的炸药。